# 龚玥菲
龚玥菲（1987年9月19日—）是一名中國女模特兒、演員和歌手，出生於甘肅省蘭州市，曾經歷兩次婚姻。知名於姣好身材，以及靜態寫真電影《新金瓶梅3D》（2013年）的主角潘金莲。之後又拍攝了寫真組圖「潘金莲调戏黑人武松」。同年，代言手機遊戲《新金瓶梅OL》。
2013年出席上海国际车展，受到歡迎；後又擔任「2013南方超级汽车模特大赛」總決賽評委，并演唱歌曲〈火〉和〈痒〉。2019年，出席南京车博会。
龚玥菲在電影圈的演出以網路電影居多，如《女神联盟》（2016年）、《不良星座之顏值學妹團》（2016年）、《危急營救》（2017年）和《锤神》（2020年）。身為歌手的她曾發表單曲〈漂亮女人〉和〈愛上都敏俊〉。

## 外部連結
- 龚玥菲的新浪微博
- 豆瓣上的龚玥菲 （页面存档备份，存于）